# Miss Monique
Miss Monique, artiestennaam van Olesia Arkusha (Алеся Аркуша in het Cyrillisch alfabet), (5 mei 1992), is een Oekraïense DJ. Ze werd bekend in de elektronische muziekwereld door de oprichting van de YouTube-kanalen "Mind Games" en "MiMo Weekly", maar ook door releases op labels als Black Hole Recordings of Bonzai Progressive.

## Biografie

### Optredens
De carrière van Olesia Arkusha begon in 2011 toen ze twee jaar lang optrad in Oekraïne. Zij en haar partner dachten dat haar naam te moeilijk zou zijn voor buitenlanders en nadat ze verschillende Franse namen hadden overwogen kozen ze voor "Miss Monique".:1:52:49 Het jaar 2013 werd gekenmerkt door de oprichting van een radioshow genaamd Mind Games. De groei van haar populariteit stelt haar in staat om buitenlandse luisteraars te krijgen. Hierdoor begint Miss Monique op te treden in verschillende internationale concertzalen, en in 2014 begint een samenwerking met het label Freegrant Music. De tracks uitgebracht op dit label worden erkend door 's werelds grootste DJ's, met name Armin van Buuren, Paul van Dyk, Paul Oakenfold, Gareth Emery en anderen. Ze gaf in 2016 meer dan 100 optredens in België, China, Mexico en Egypte. In 2019 speelde ze op Cyprus, nadat ze eerder concerten gaf op Ibiza, in Hongarije, Wit-Rusland, Tsjechië en India. Ze vervolgde haar tournees in 2022 in Argentinië, Israël, Spanje, Hongarije en Florida, zodat ze uiteindelijk sinds haar debuut in zo'n veertig landen heeft gespeeld.
Arkusha komt uit Oekraïne en vond haar roeping aan het begin van de jaren 2010. Voor haar loopbaan woont Miss Monique in Kyiv, waar ze geleidelijk een bekende naam werd en uiteindelijk een van de meest gevierde DJ's van Oost-Europa. Miss Monique wordt ook beschouwd als de hoogst gewaardeerde vrouwelijke progressieve house artiest in Europa. Verder behoort Miss Monique tot de 20 populairste Oekraïense popsterren en haar hit Way of the Wind werd gerangschikt als 14e beste progressive house nummer van het jaar 2021. Sommige van haar video's op YouTube bereiken regelmatig 500.000 views, en sommige worden zelfs 2 miljoen keer bekeken. In april 2019 was haar Radio Intense-set al 13 miljoen keer bekeken. Haar groen geverfde haar blijft een onderscheidend kenmerk in haar optredens.

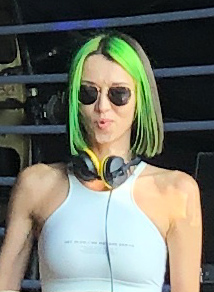
2022

Nadat de Russische invasie van Oekraïne in 2022 op 24 februari 2022 begon, moesten Miss Monique en haar familie vanwege Russische raketaanvallen de eerste twee weken in auto's op de straten van Kyiv slapen, vervolgens begin maart naar Vinnytsja vluchten en een paar dagen later het land uit.:2:00:02–2:03:06 Ze beschreef de Russische aanval op haar land als een "hel" en "de moeilijkste ervaring van mijn leven".:2:03:06 Na twee maanden keerde Miss Monique terug naar Kyiv, omdat zij vond dat vreugde brengen aan mensen met haar muziek de beste manier was om haar land te helpen; hoewel haar muziek niet veranderde, stopten zij en haar label Siona Records met het steunen van en samenwerken met Russische artiesten (die tot haar verbazing leken door te gaan met hun leven alsof de oorlog niet bestond).:2:04:02–2:05:47 Op 24 augustus 2022 hield Miss Monique samen met andere Oekraïense DJ's een fondsenwervend raveconcert in de Litouwse hoofdstad Vilnius ter gelegenheid van de Oekraïense Onafhankelijkheidsdag. Miss Monique zei vooraf: 'Dit evenement in Vilnius zal niet alleen helpen om geld in te zamelen voor de Oekraïners, maar ook om de wereld eraan te herinneren dat de oorlog nog niet voorbij is. Er sterven nog steeds mensen en we moeten samen iets doen om Ruslands terrorisme te stoppen.' Na afloop verklaarde zij dat de pro-Oekraïense steun in Litouwen "geweldig" was geweest, waarbij veel mensen niet alleen doneerden voor humanitaire hulp, maar ook zwaaiden met Oekraïense vlaggen en nationale klederdracht van Oekraïne droegen.:2:08:23–2:09:10

### Label en stijl
Miss Monique richtte in 2019 haar eigen label 'Siona Records' op.
Haar muzikale stijl is een eclectische mengeling van progressive house, techno en trance.

Miss Monique
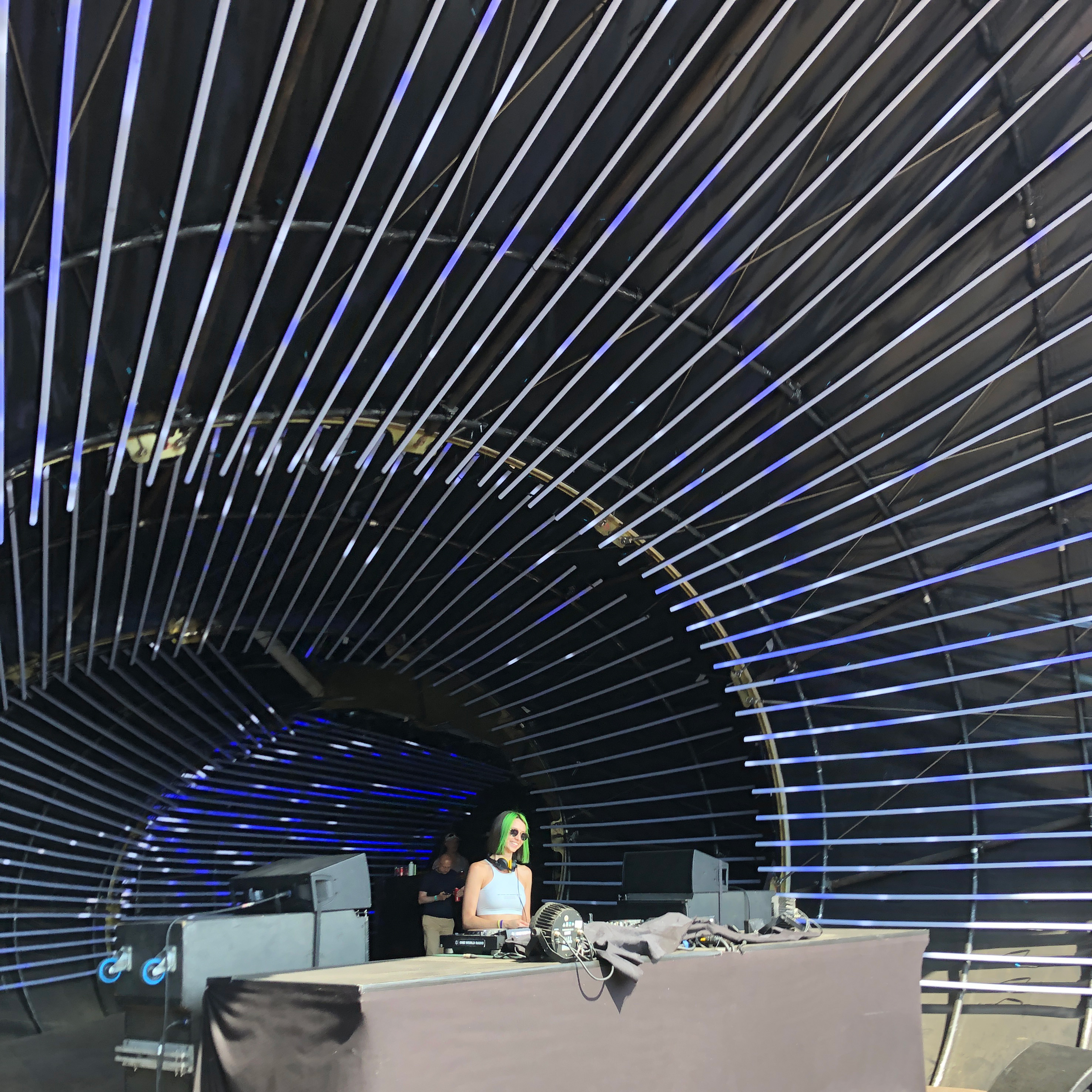
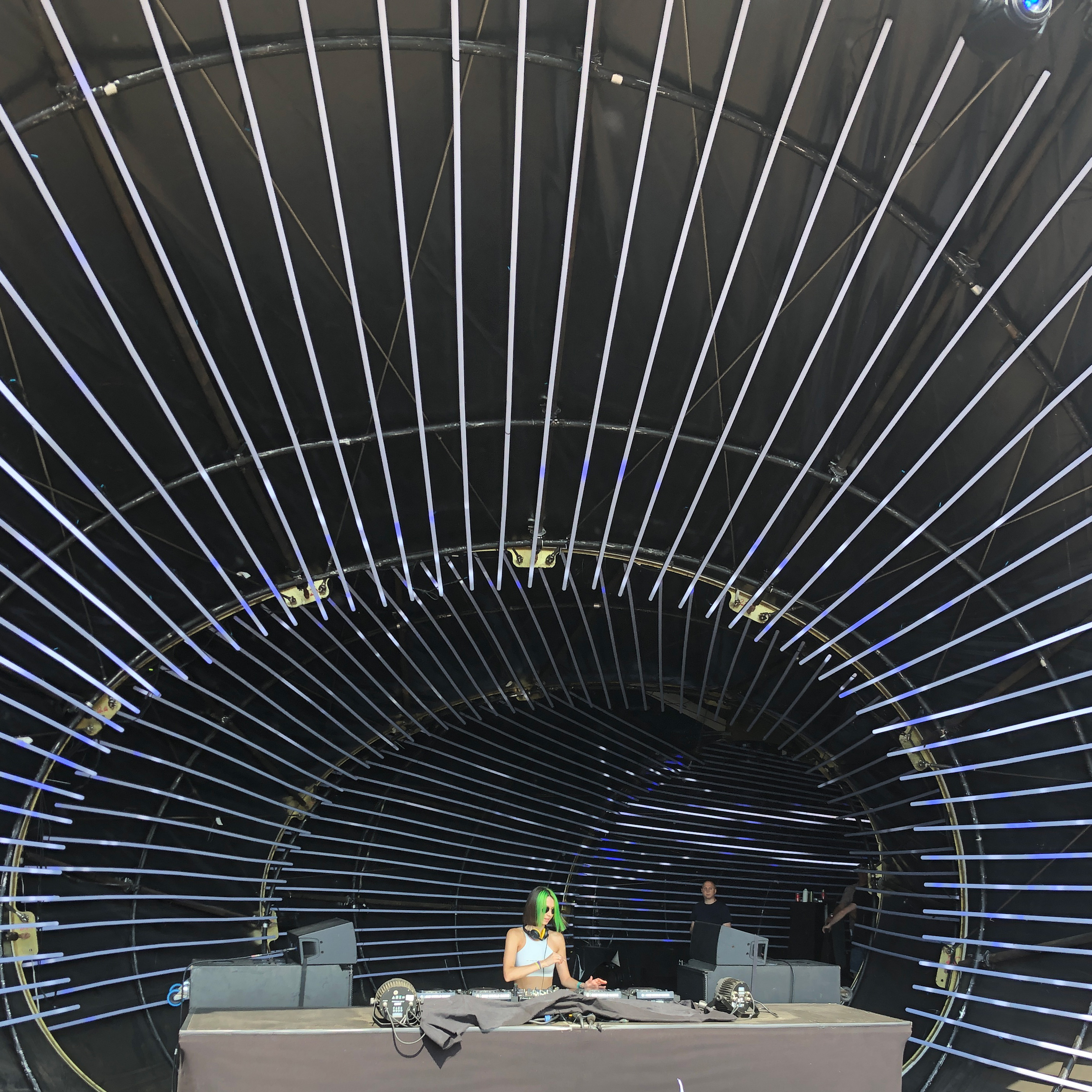
Miss Monique op Tomorrowland in juli 2022
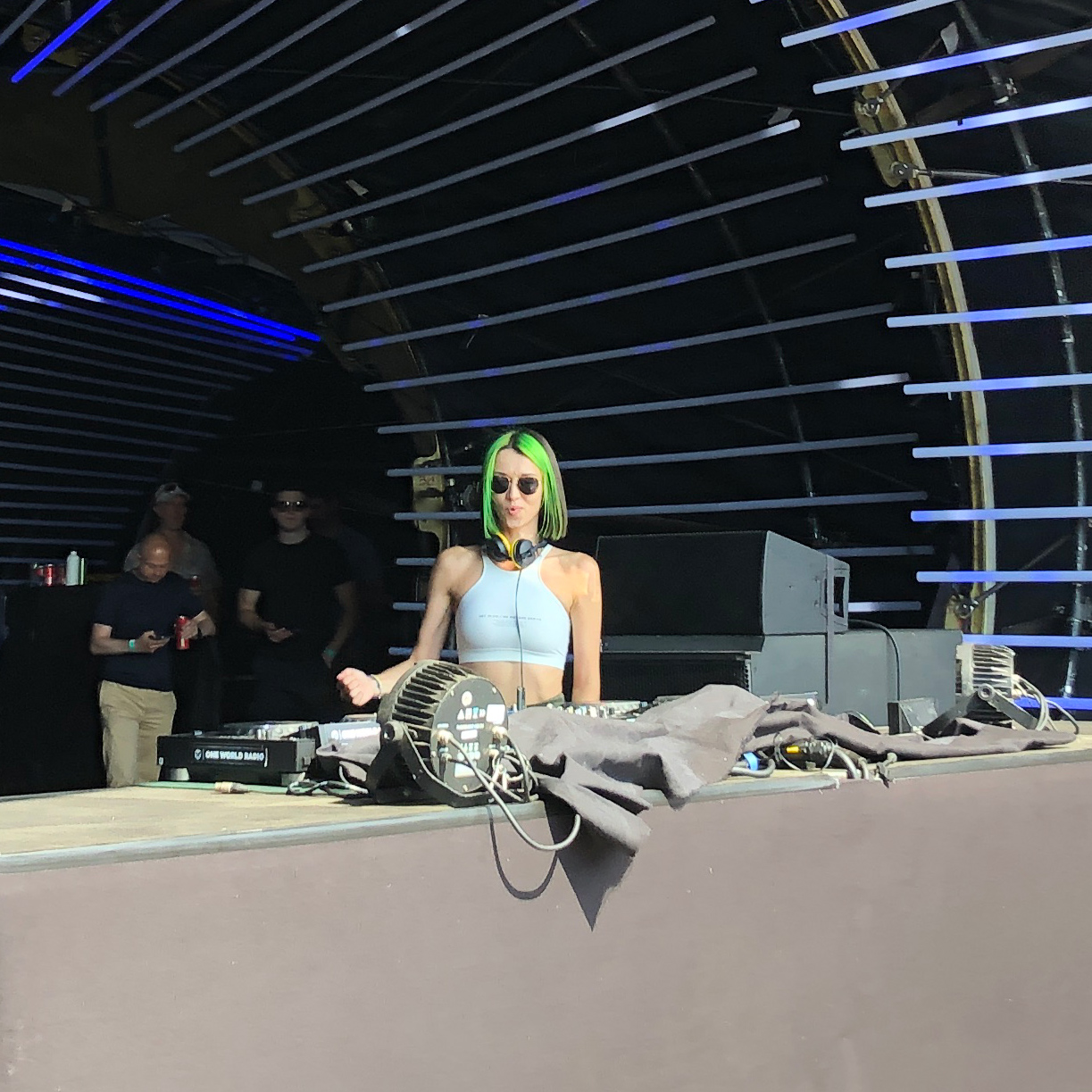

## Discografie
- 2020: Raindrop, Siona Records[9]
- 2021: Land Of Sunshine, Purified Records[15][21]